# المدوره
المدوره (به عربی: المدورة) یک منطقهٔ مسکونی در اردن است که در استان معان واقع شده‌است. المدوره ۶۹۱ نفر جمعیت دارد.